# Olympische Sommerspiele 2004/Synchronschwimmen – Gruppe
Das Synchronschwimmen in der Gruppe bei den Olympischen Spielen 2004 in Athen fand vom 26. bis 27. August 2004 im Olympic Aquatic Centre statt.
Die russische Mannschaft wiederholte ihren Olympiasieg von 2000. Auf dem zweiten Platz folgte die japanische Mannschaft, während die Bronzemedaille an die Equipe der Vereinigten Staaten ging.

## Ergebnisse
| Platz | Athletinnen | Nation             | Technik | Kür    | Gesamt |
| ----- | --- | ------------------ | ------- | ------ | ------ |
| 01    | Jelena Asarowa Olga Brusnikina Anastassija Dawydowa Marija Gromowa Anastassija Jermakowa Elwira Chassjanowa Marija Kisseljowa Olga Nowokschtschenowa Anna Schorina | Russland           | 49,667  | 49,834 | 99,501 |
| 02    | Michiyo Fujimaru Saho Harada Naoko Kawashima Kanako Kitao Emiko Suzuki Miya Tachibana Miho Takeda Juri Tatsumi Yōko Yoneda                                         | Japan              | 49,167  | 49,334 | 98,501 |
| 03    | Alison Bartosik Tamara Crow Erin Dobratz Rebecca Jasontek Anna Kozlova Sara Lowe Lauren McFall Stephanie Nesbitt Kendra Zanotto                                    | Vereinigte Staaten | 48,584  | 48,834 | 97,418 |
| 04    | Raquel Corral Andrea Fuentes Tina Fuentes Gemma Mengual Ana Montero Irina Rodríguez Ione Serrano Paola Tirados                                                     | Spanien            | 48,167  | 48,584 | 96,751 |
| 05    | Erin Chan Jessica Chase Jessika Dubuc Marie-Pierre Gagné Fanny Létourneau Shayna Nackoney Anouk Renière-Lafrenière Courtenay Stewart                               | Kanada             | 47,584  | 47,667 | 95,251 |
| 06    | Chen Yu Gu Beibei He Xiaochu Hou Yingli Hu Ni Li Zhen Wang Na Zhang Xiaohuan                                                                                       | China              | 47,084  | 47,500 | 94,584 |
| 07    | Monica Cirulli Costanza Fiorentini Joey Paccagnella Elisa Plaisant Beatrice Spaziani Federica Stefanelli Lorena Zaffalon Laura Zanazza                             | Italien            | 46,834  | 47,250 | 94,084 |
| 08    | Aglaia Anastasiou Maria Christodoulou Eleftheria Ftouli Effrosyni Gouda Apostolia Ioannou Evgenia Koutsoudi Olga Pelekanou Christina Thalassinidou                 | Griechenland       | 46,250  | 46,500 | 92,750 |